# Giardino all'italiana

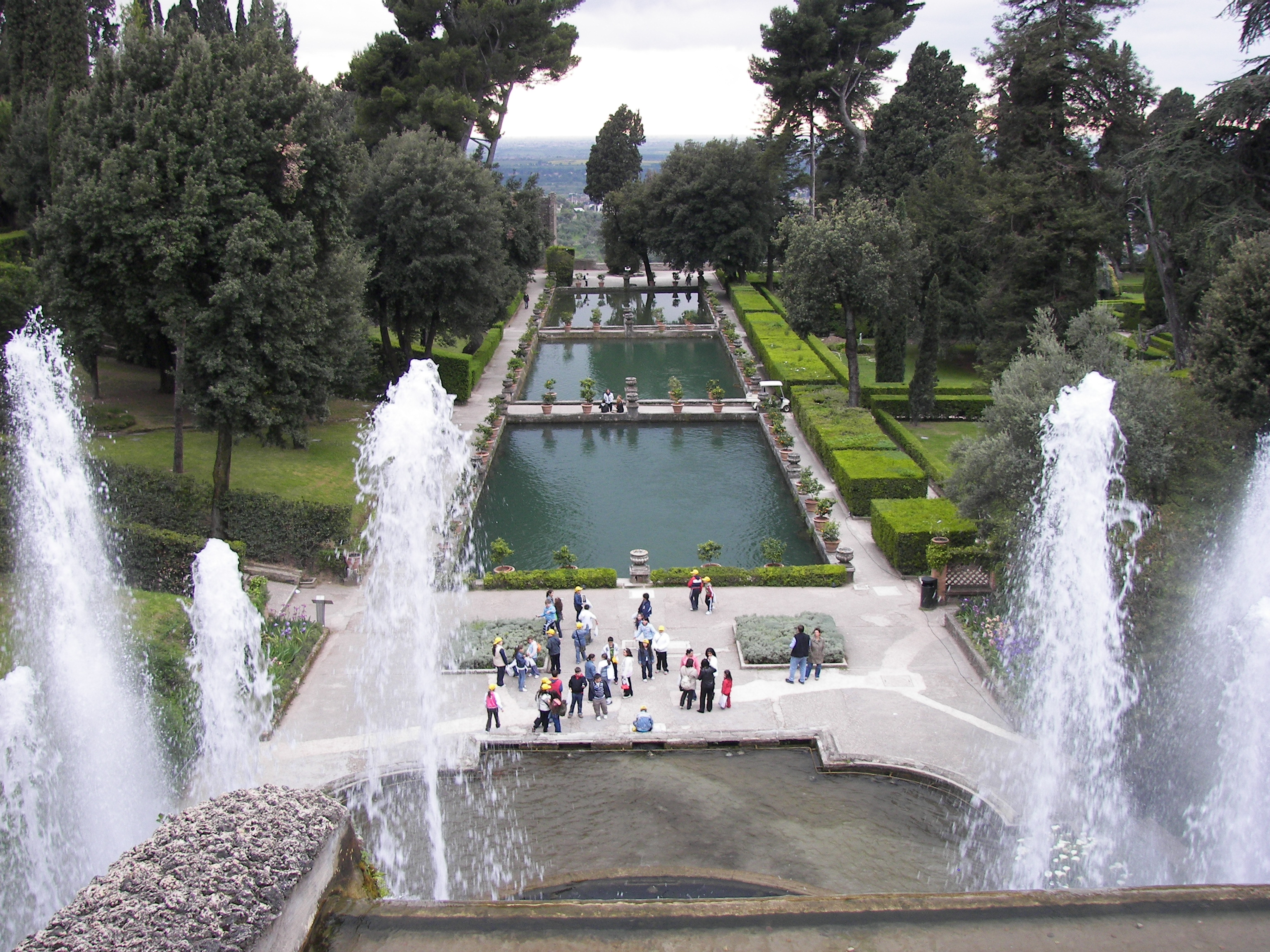
I giardini di Villa d'Este (Tivoli)

Il giardino all'italiana è uno stile di giardino di origine tardo-rinascimentale caratterizzato da una suddivisione geometrica degli spazi mediante filari alberati e siepi, sculture vegetali di varia forma ottenute con la potatura di cespugli sempreverdi (ars topiaria), giochi d'acqua geometrici, spesso accostati ad elementi architettonici quali fontane e statue.
Ha profondamente influenzato l'intera storia del giardinaggio, risultando decisivo anche per la nascita del giardino alla francese e, per contrasto, del giardino all'inglese.
L'espressione "giardino formale" indica spesso proprio un giardino all'italiana o un giardino alla francese. 

## Storia

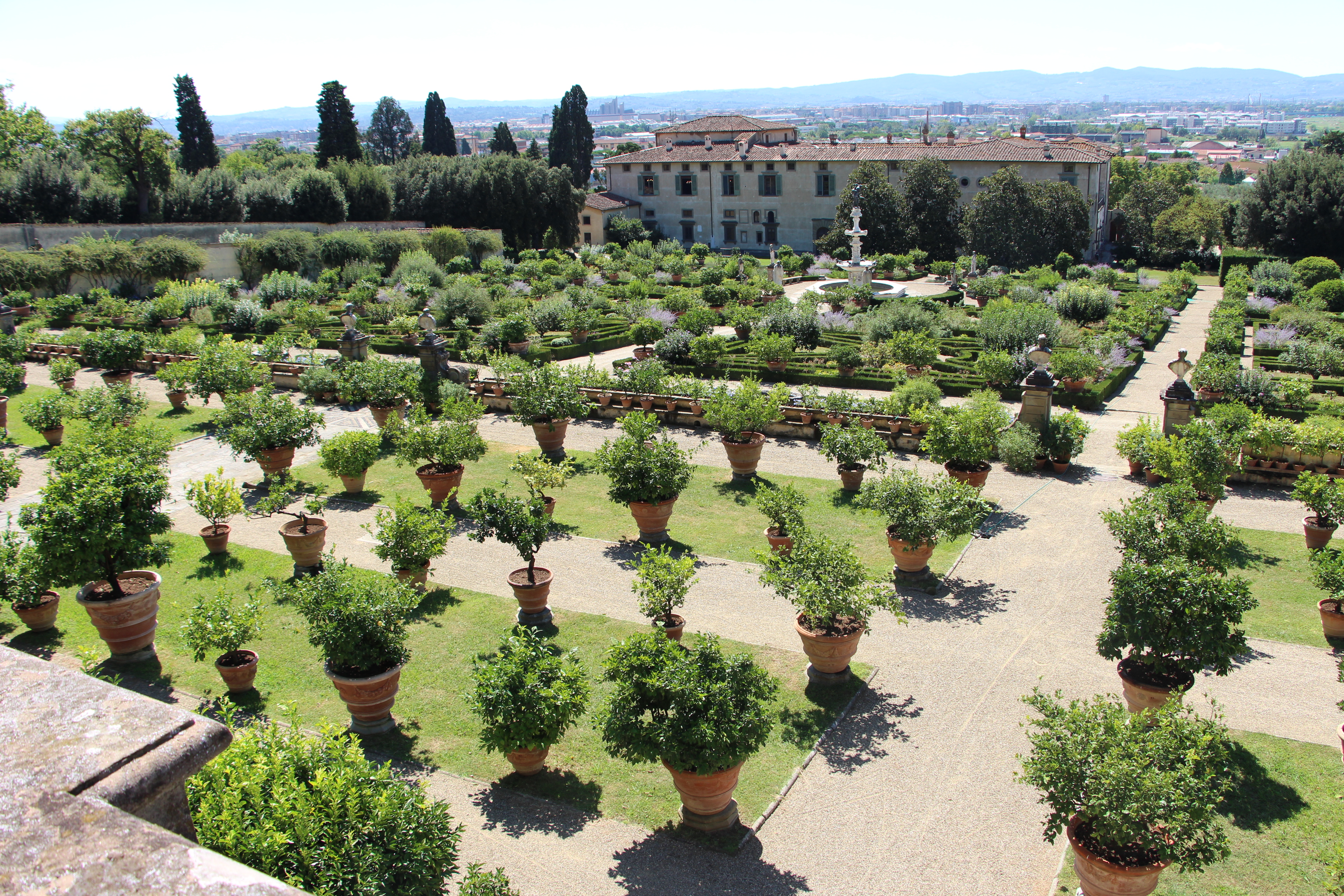
Il giardino all'italiana di Castello (Firenze), con le piante di agrumi

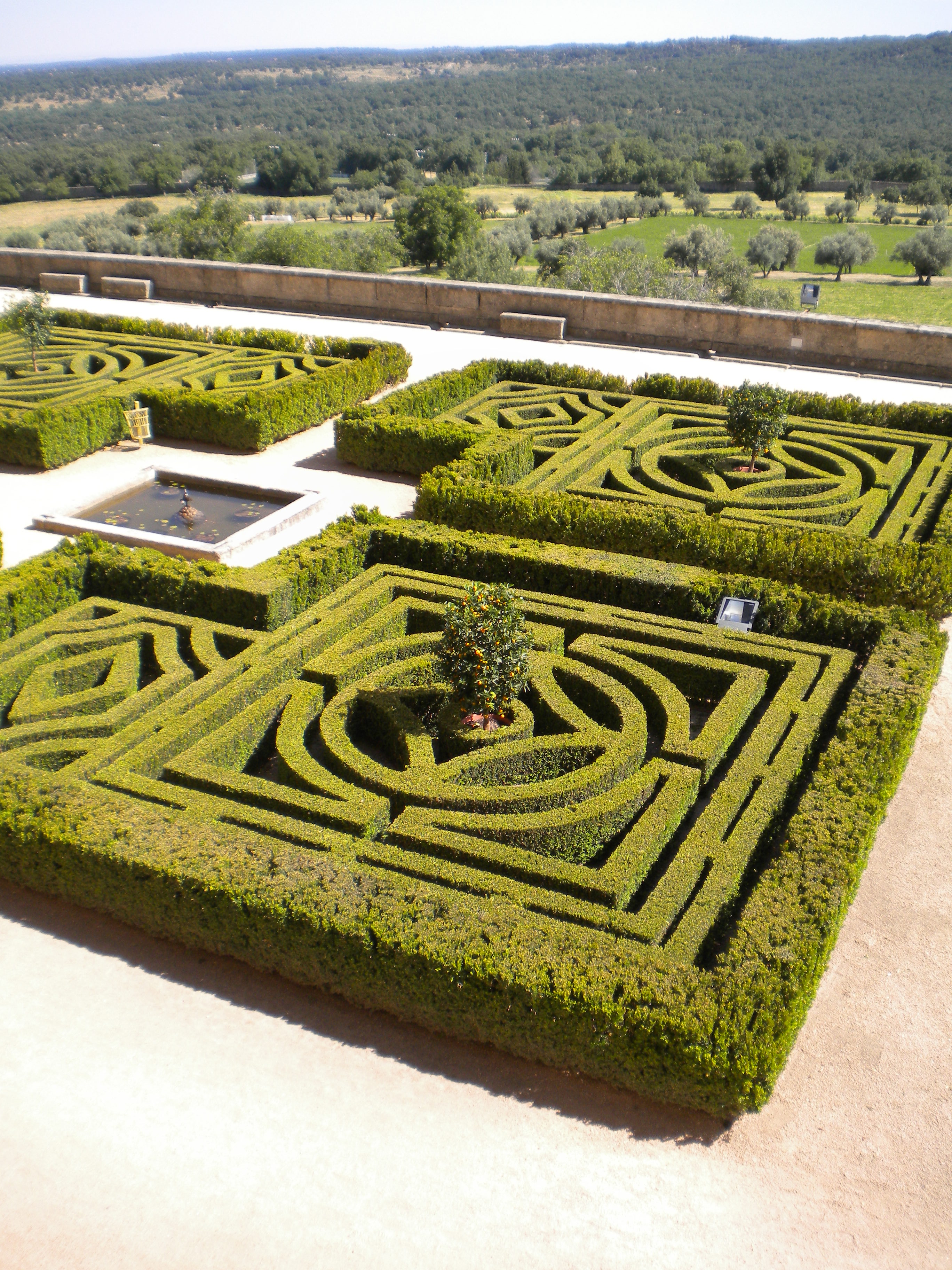
I giardini all'italiana del Monastero dell'Escorial

Il giardino all'italiana, sviluppatosi in Italia attorno alla metà del XVI secolo, è l'evoluzione del giardino medievale.
Il primo giardino geometrico all'italiana viene tradizionalmente attribuito all'ingegno di Niccolò Tribolo, che lavorò a Firenze ai giardini della villa di Castello, della villa Corsini e poi al Giardino di Boboli, fornendo un modello che venne poi sviluppato scenograficamente nei secoli XVII e XVIII.
Solo nel XIX secolo il giardino informale, o parco all'inglese, fornì un nuovo modello paesaggistico, che in alcuni casi comportò la sostituzione dei giardini geometrici e in altri li affiancò semplicemente, venendo allestito in altre zone. Tra Otto e Novecento il formalismo ebbe un revival con l'attività di paesaggisti come Cecil Pinsent, ma in definitiva si può dire che non sia mai tramontato.

## Descrizione

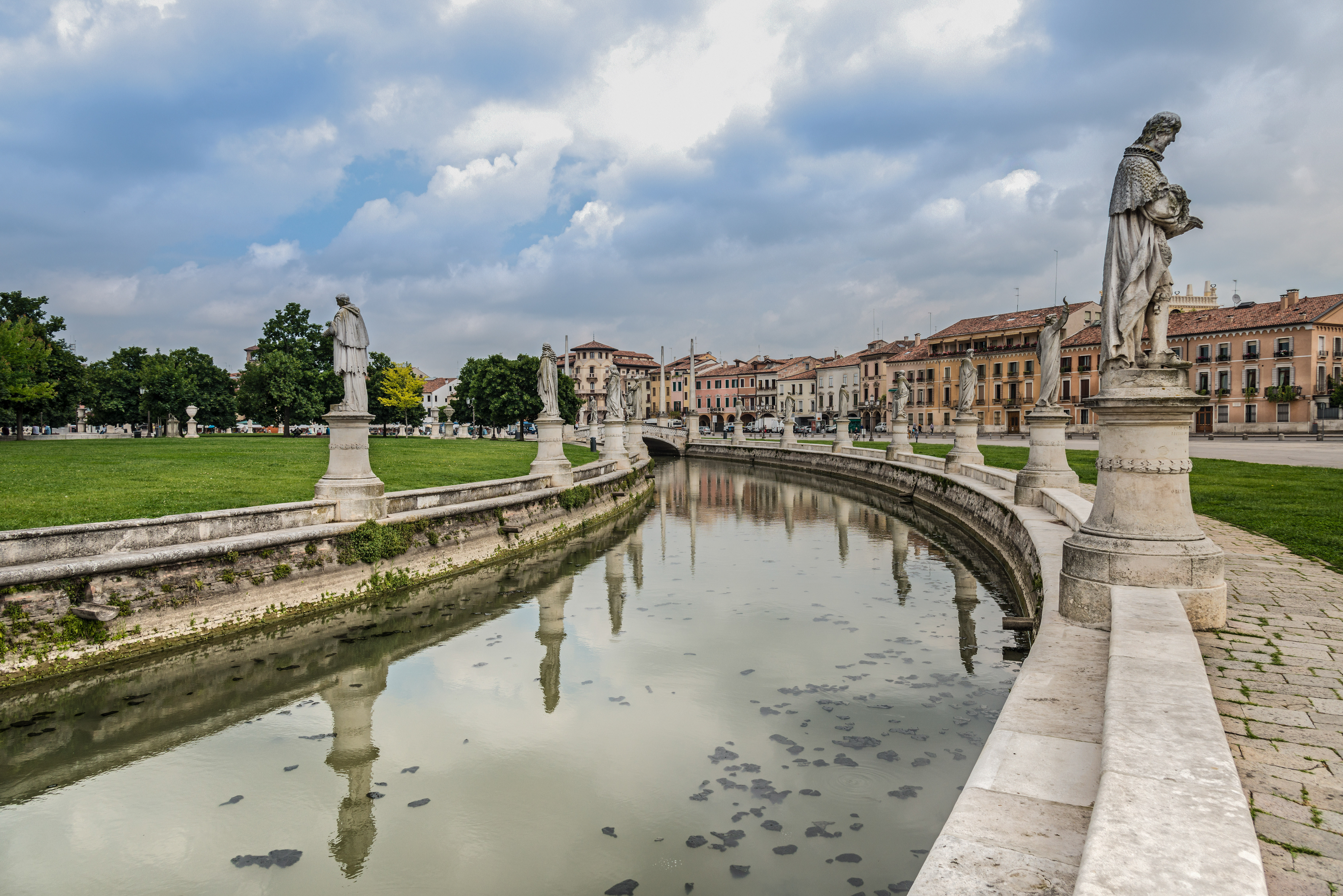
Il Prà della Valle a Padova, caratterizzato da un disegno geometrico degli spazi verdi, statue, ponti e corsi d'acqua

Una caratteristica che si ritrova in tutti giardini formali sono le decorazioni al suolo fatte con aiuole, siepi di sempreverdi (spesso bosso) e le decorazioni floreali su prato o su un fondo di ghiaia colorata.
Oltre ai singoli cespugli potati con forme geometriche, i giardini formali presentano spesso grandi gruppi di piante o complessi vegetali di alberi o arbusti potati secondo forme geometriche, ad esempio alberi alti anche oltre i 20 metri potati a spalliera, tali da realizzare vere e proprie architetture vegetali. Con la stessa logica nei giardini formali all'italiana si costruiscono labirinti, tunnel, colonnati e anfiteatri (teatri di verzura).
La pavimentazione è realizzata in terra battuta, ghiaia colorata o prato all'inglese.
Un altro elemento spesso presente è il giardino segreto: una zona riservata, nascosta nella vegetazione o dietro un muro, utilizzata per la coltivazione di piante rare o per restare fuori dalla vista.
Elementi architettonici caratteristici del giardino all'italiana sono:
- bersò in ghisa, ricoperti da glicini, rose o altre piante rampicanti; sono a pianta centrale e servono a ombreggiare punti di sosta e perciò ospitano sedili di vario genere;
- percorsi ombreggiati da pergole, con pilastri in muratura che sostengono travi in legno, ricoperte da tralci di viti o altre piante rampicanti[2];
- presenza di statue allegoriche;
- teatri di verzura, realizzati sagomando il terreno per formare la cavea;
- i ninfei, situati in grotte artificali, animati da getti d'acqua e decorti con stalattiti, pomici, madreperle, coralli, conchiglie e tufi[3];
- edifici belvedere, sistuati in posizioni rialzate e panoramiche, che offrono al visitatore una visuale gradevole[4];
- quinte architettoniche di vario tipo, per suddividere lo spazio e offrire vedute su particolari settori del giardino;
- fontane con giochi d'acqua più o meno spettacolari.

Numerosissimi sono i giardini all'italiana. Si ricordano quelli del Monastero dell'Escorial in Spagna, della Reggia di Caserta, di Villa Rufolo a Ravello, dell'Isola Bella sul Lago Maggiore, del Giardino di Boboli a Firenze, delle ville medicee in Toscana e delle numerose ville venete.

## Vegetazione utilizzata
Si riportano di seguito le specie prevalenti di piante utilizzate nei giardini formali.

### Piante topiarie

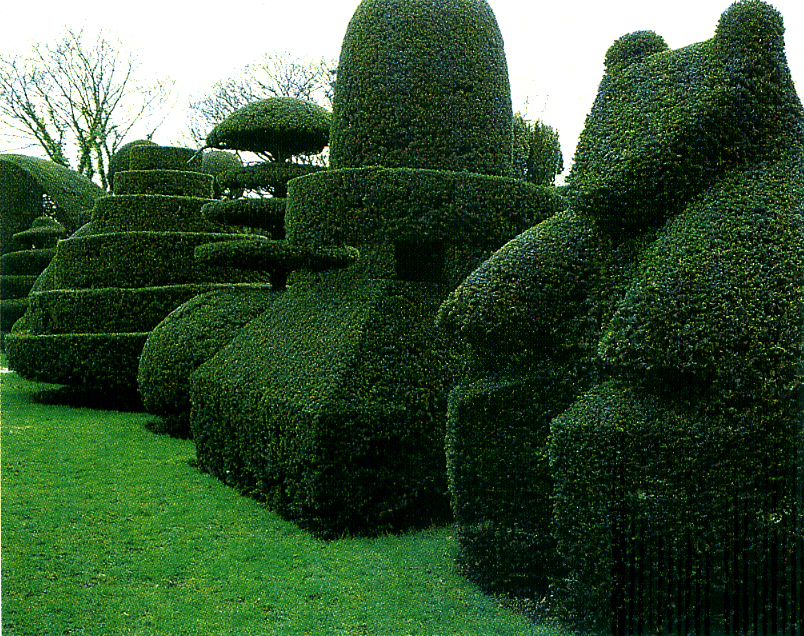
Buxus sempervirens
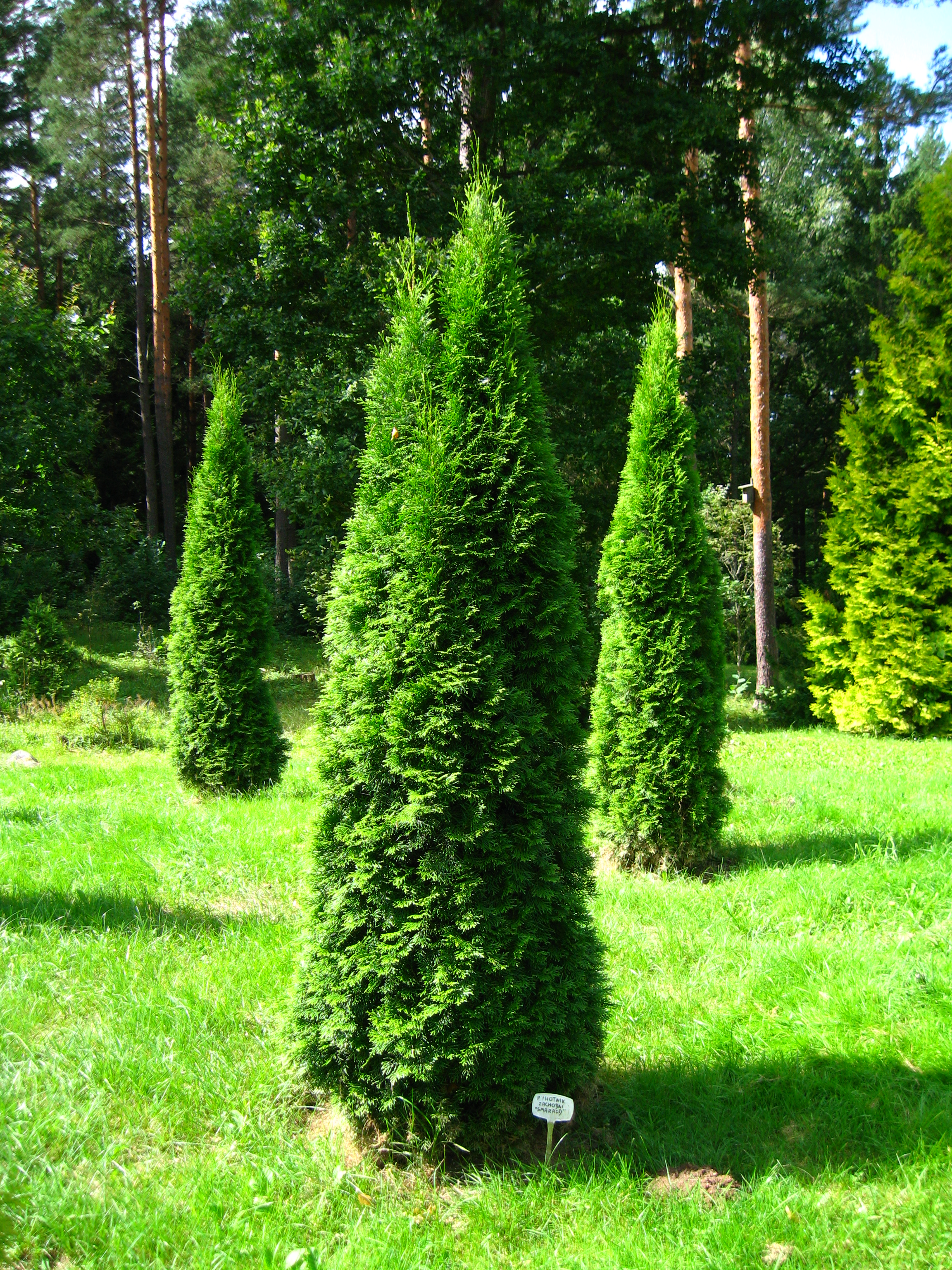
Thuja occidentalis
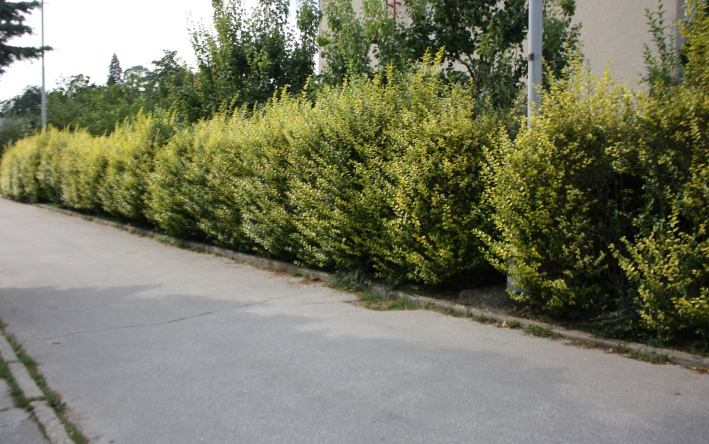
Ligustrum ovalifolium

### Alberi

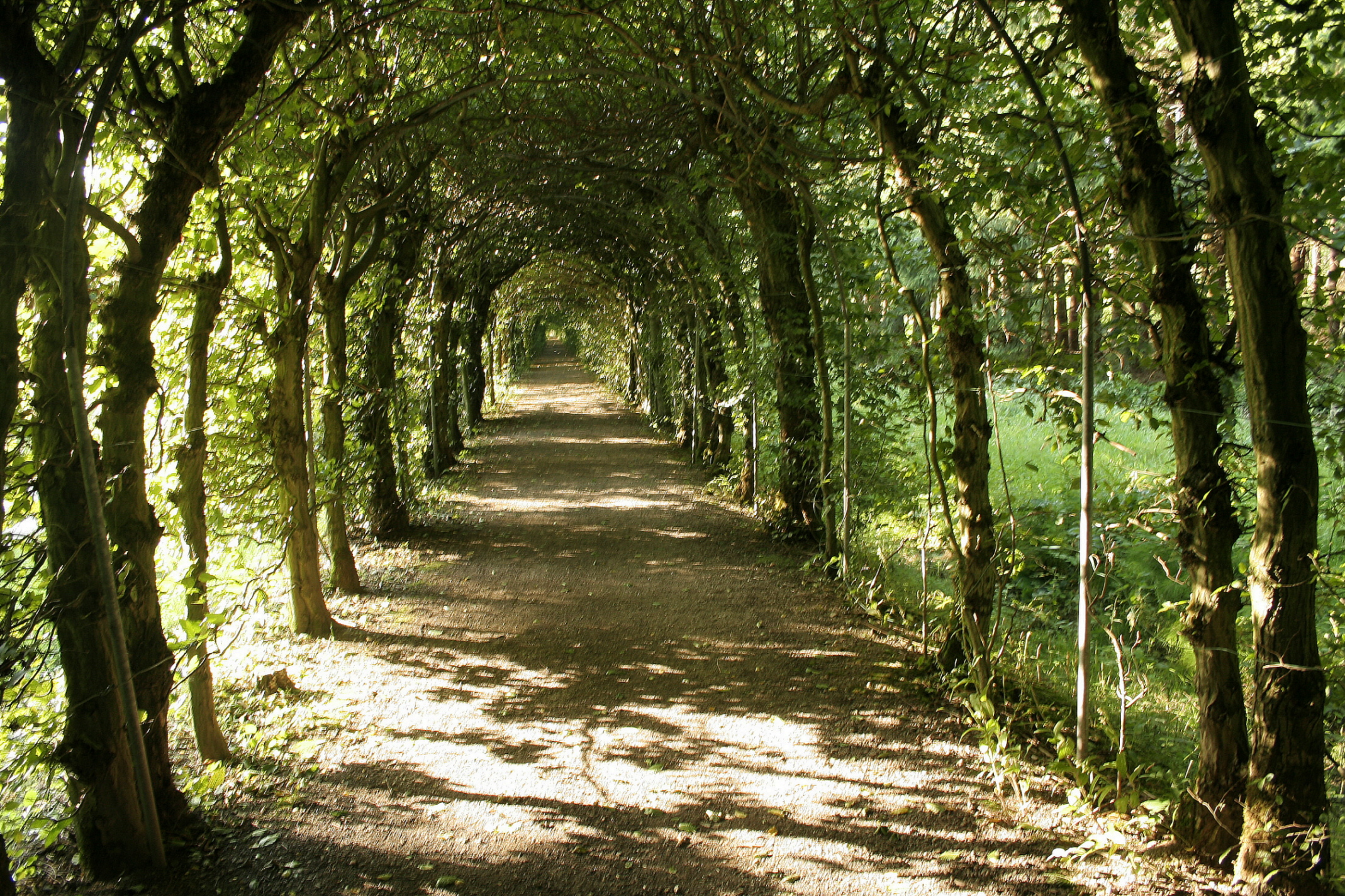
Carpinus betulus
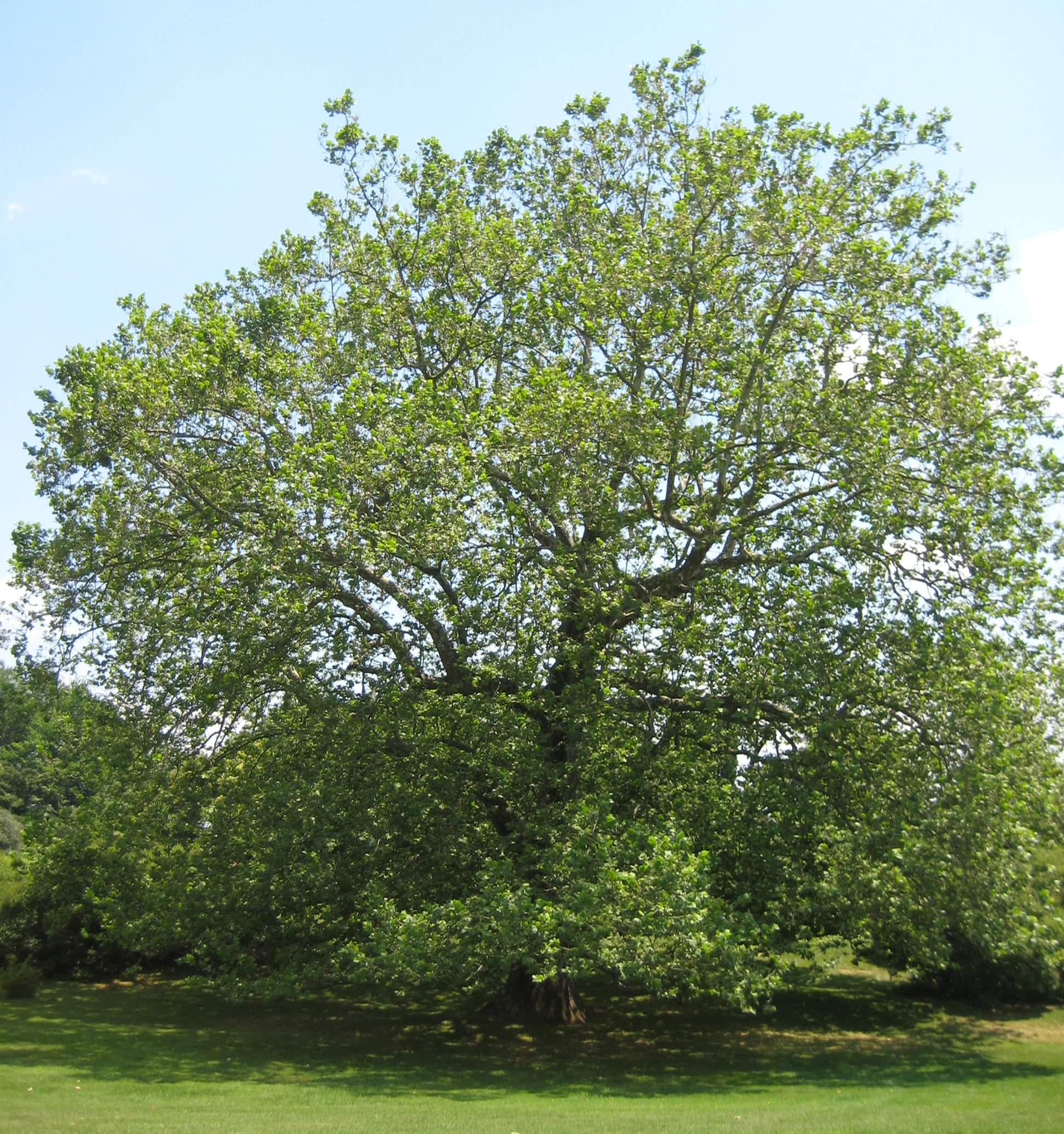
Platanus occidentalis
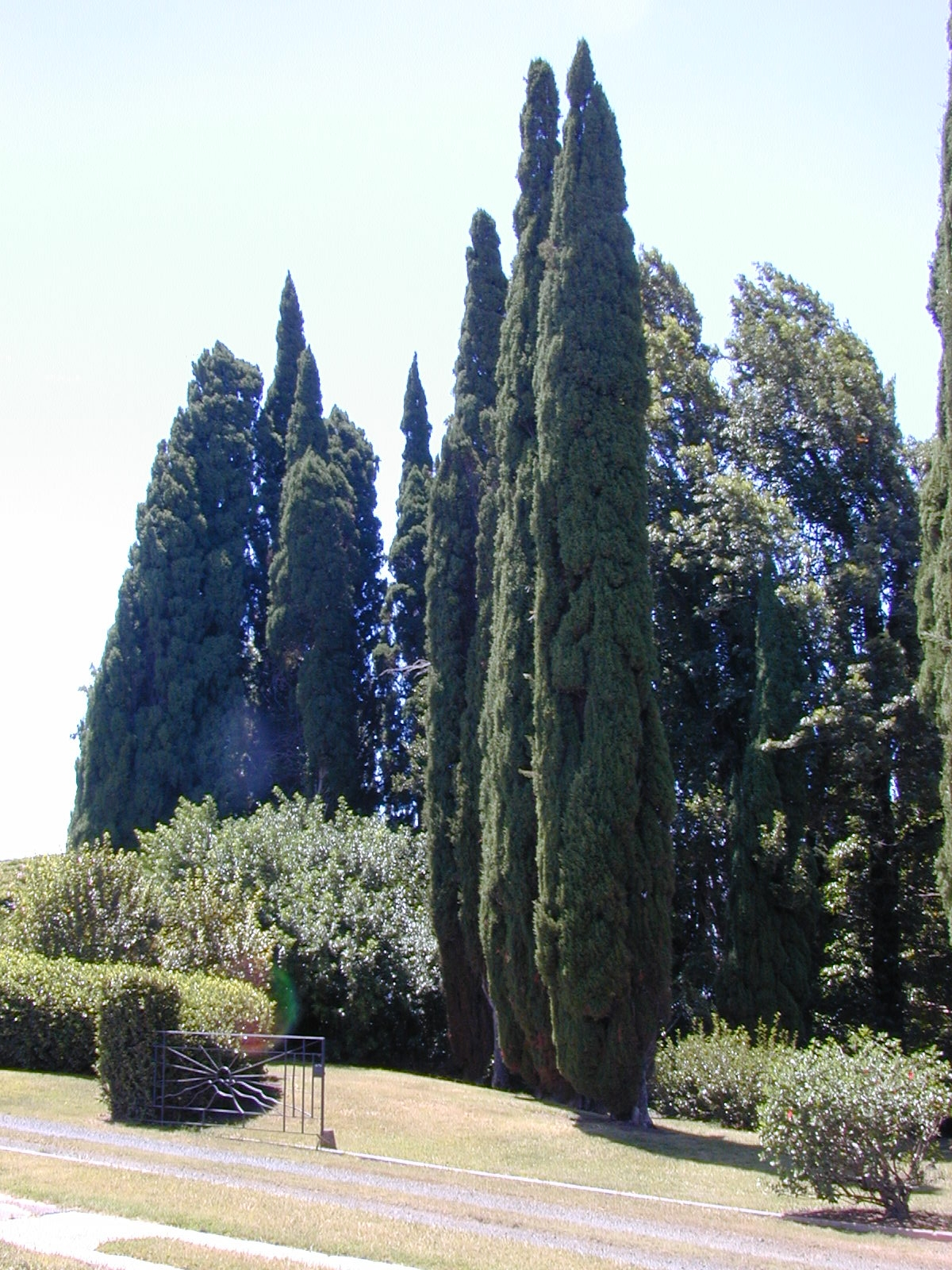
Cupressus sempervirens
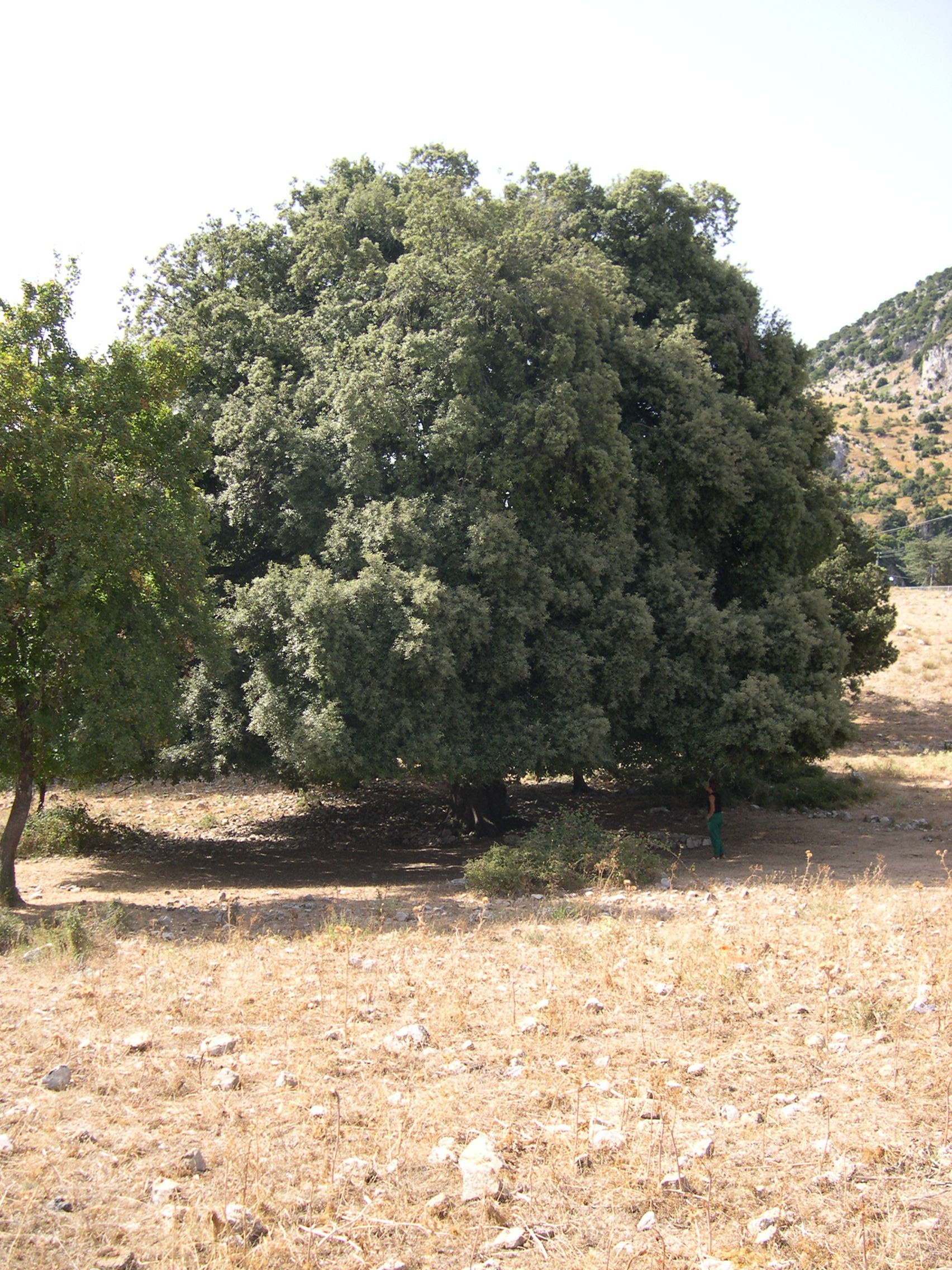
Quercus ilex
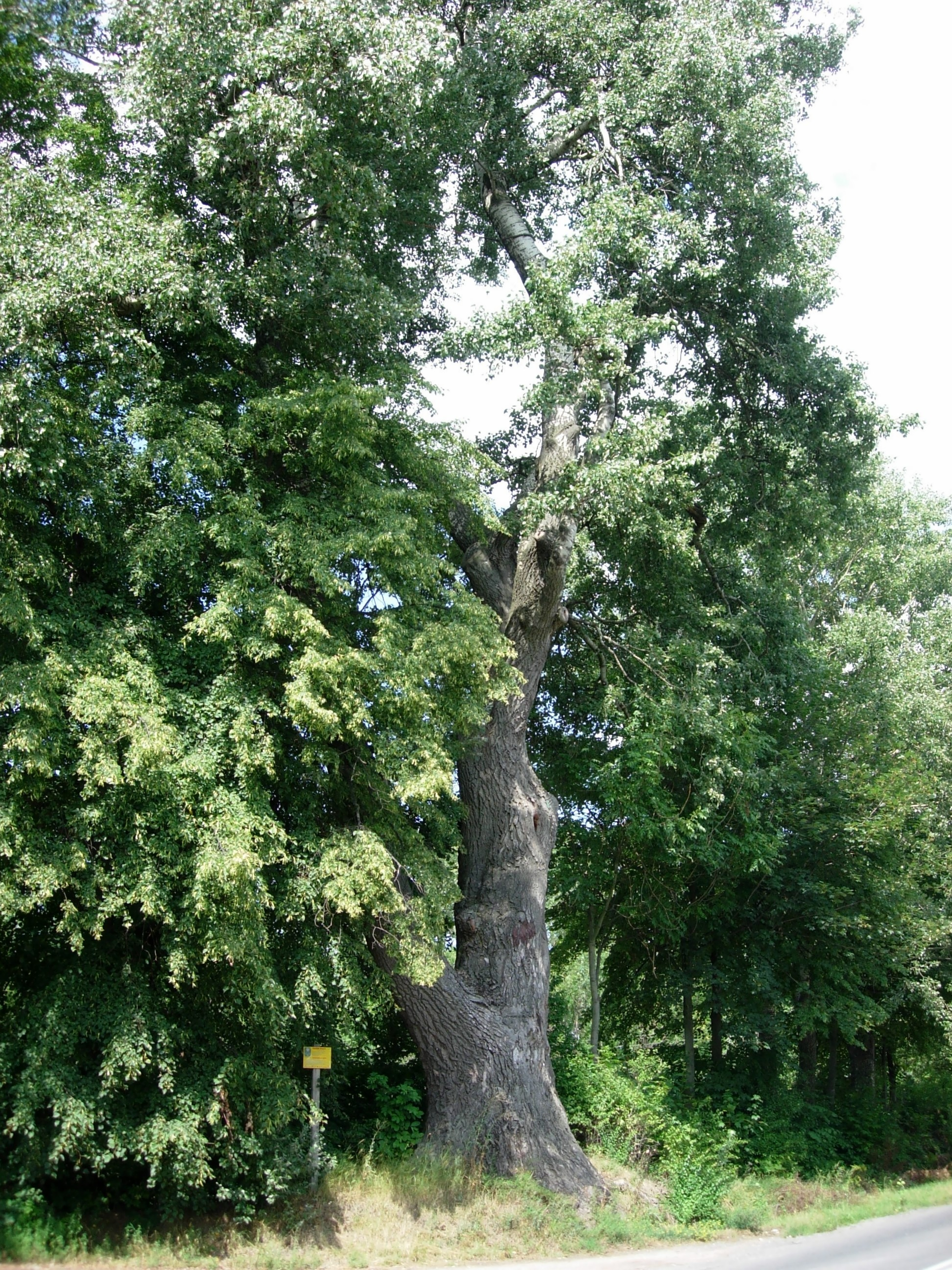
Populus alba
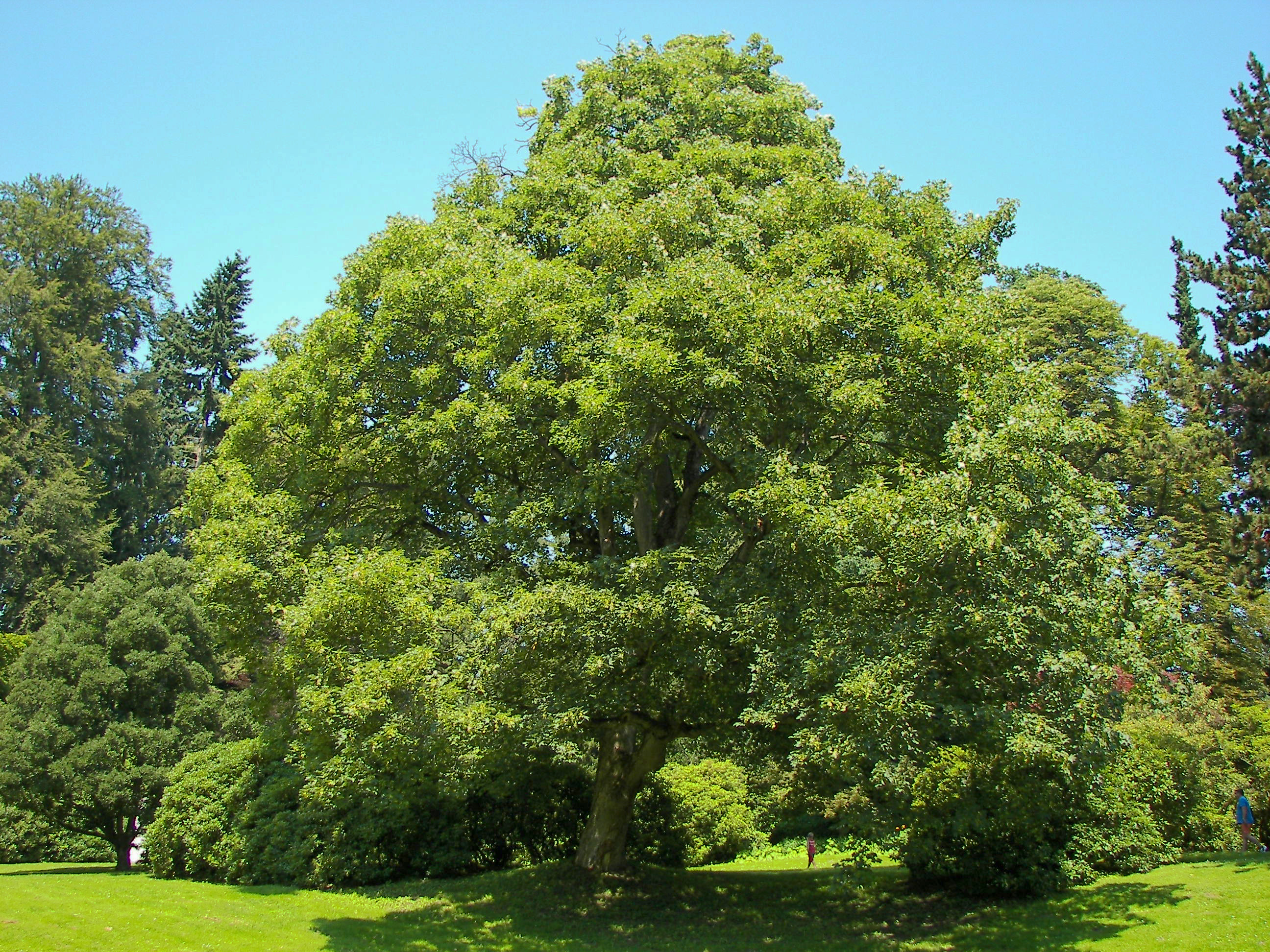
Acer pseudoplatanus
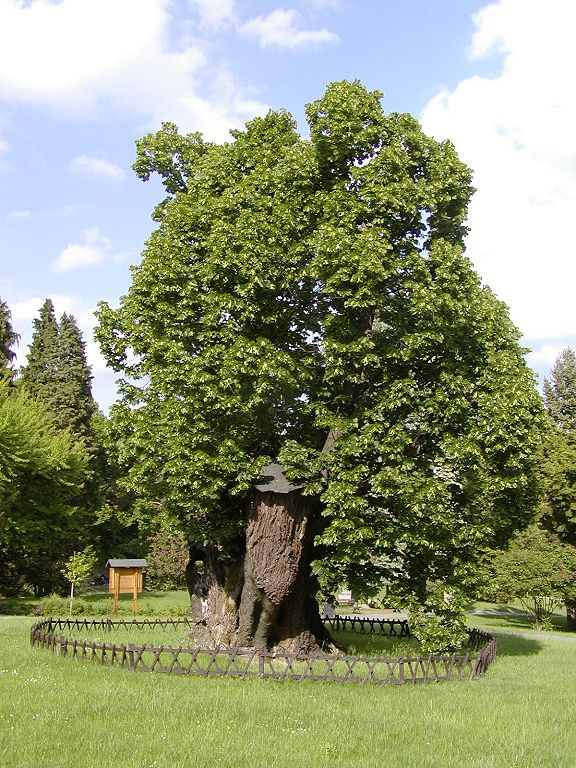
Tilia cordata

### Arbusti

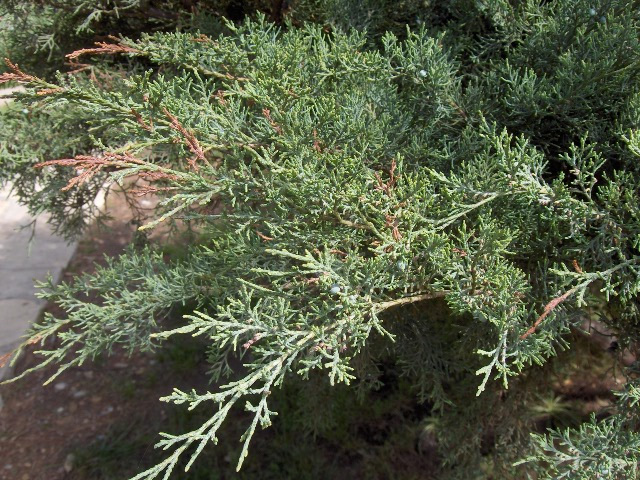
Juniperus x pfitzeriana
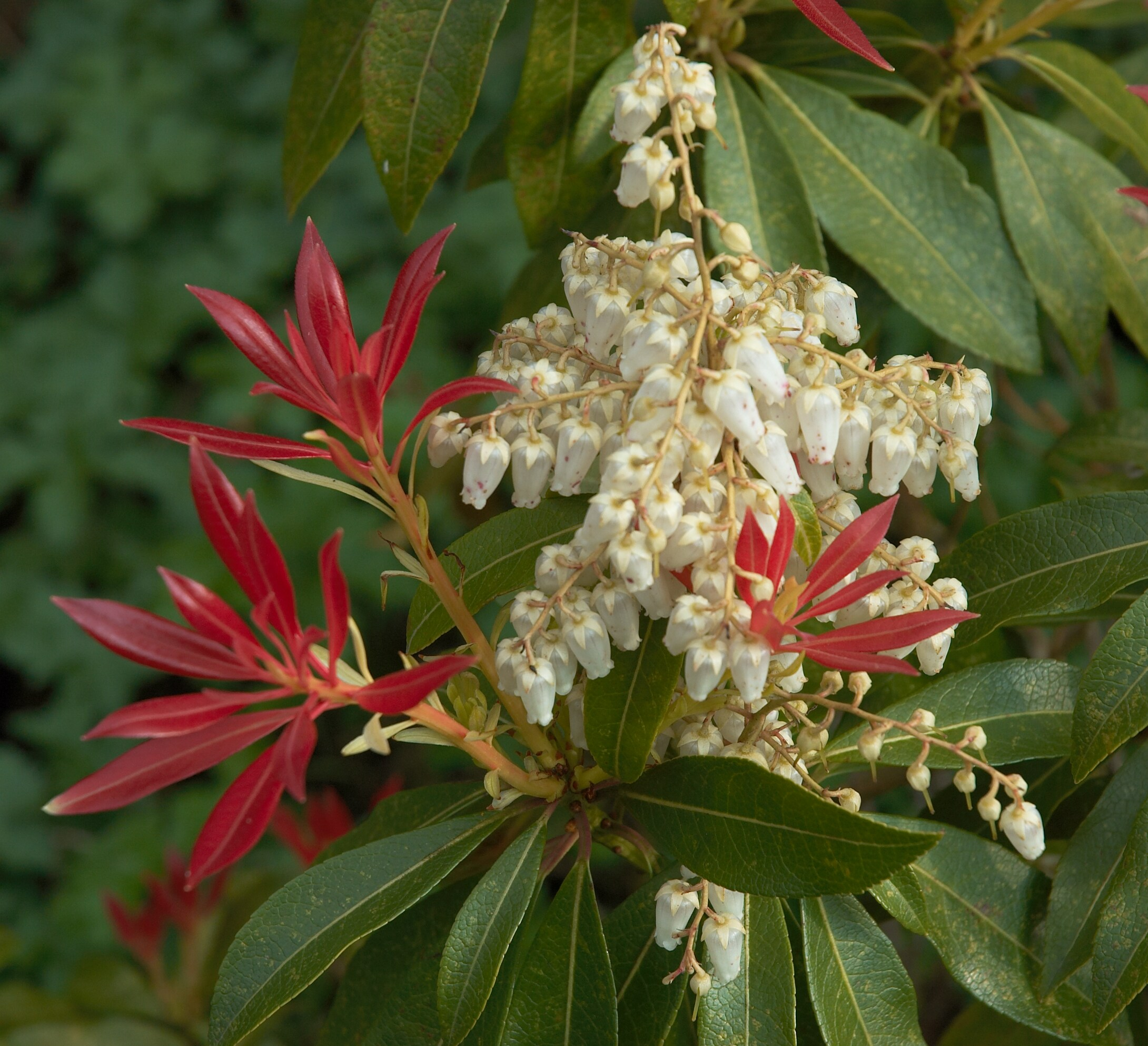
Pieris forest flame
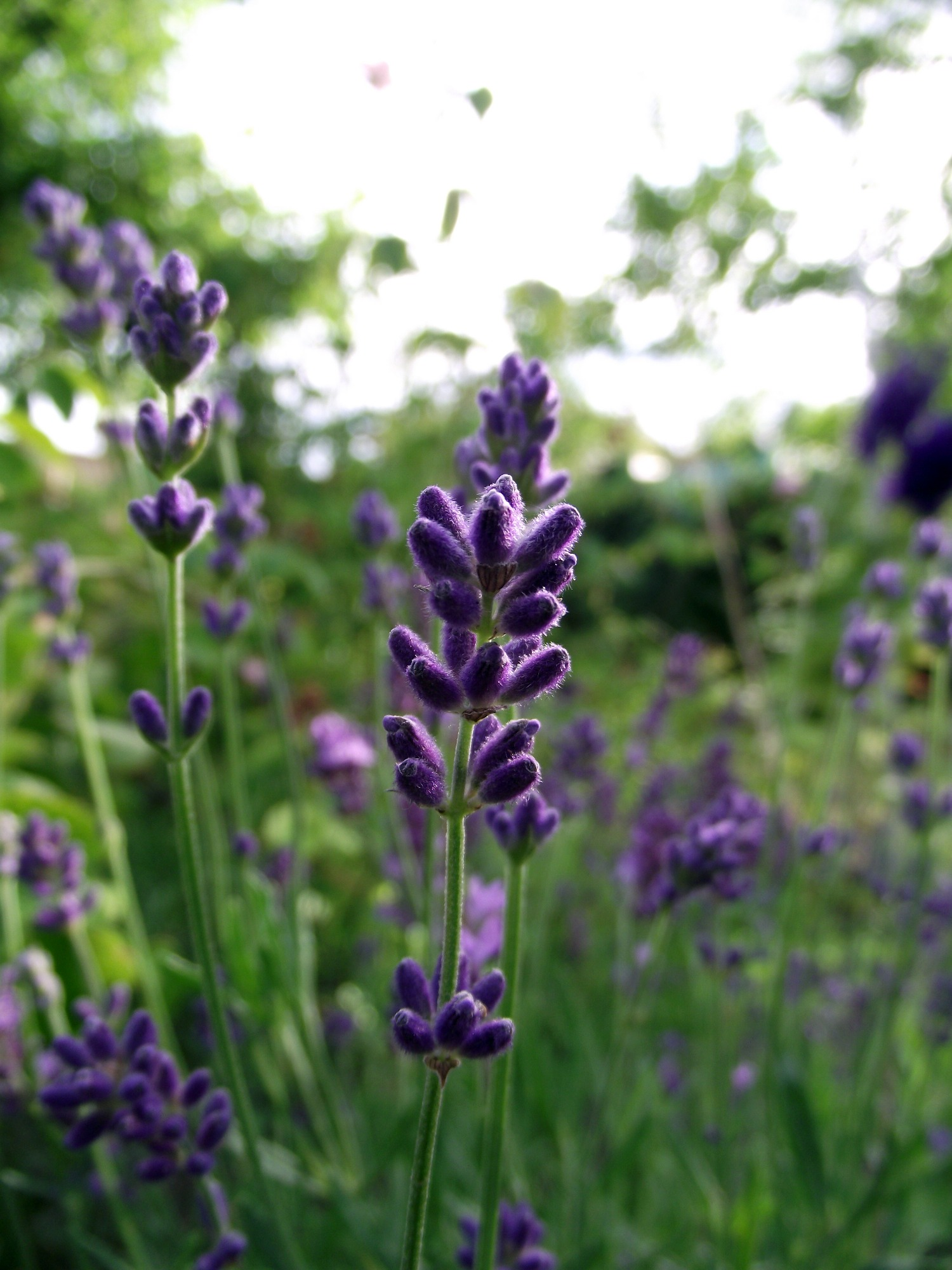
Lavandula officinalis
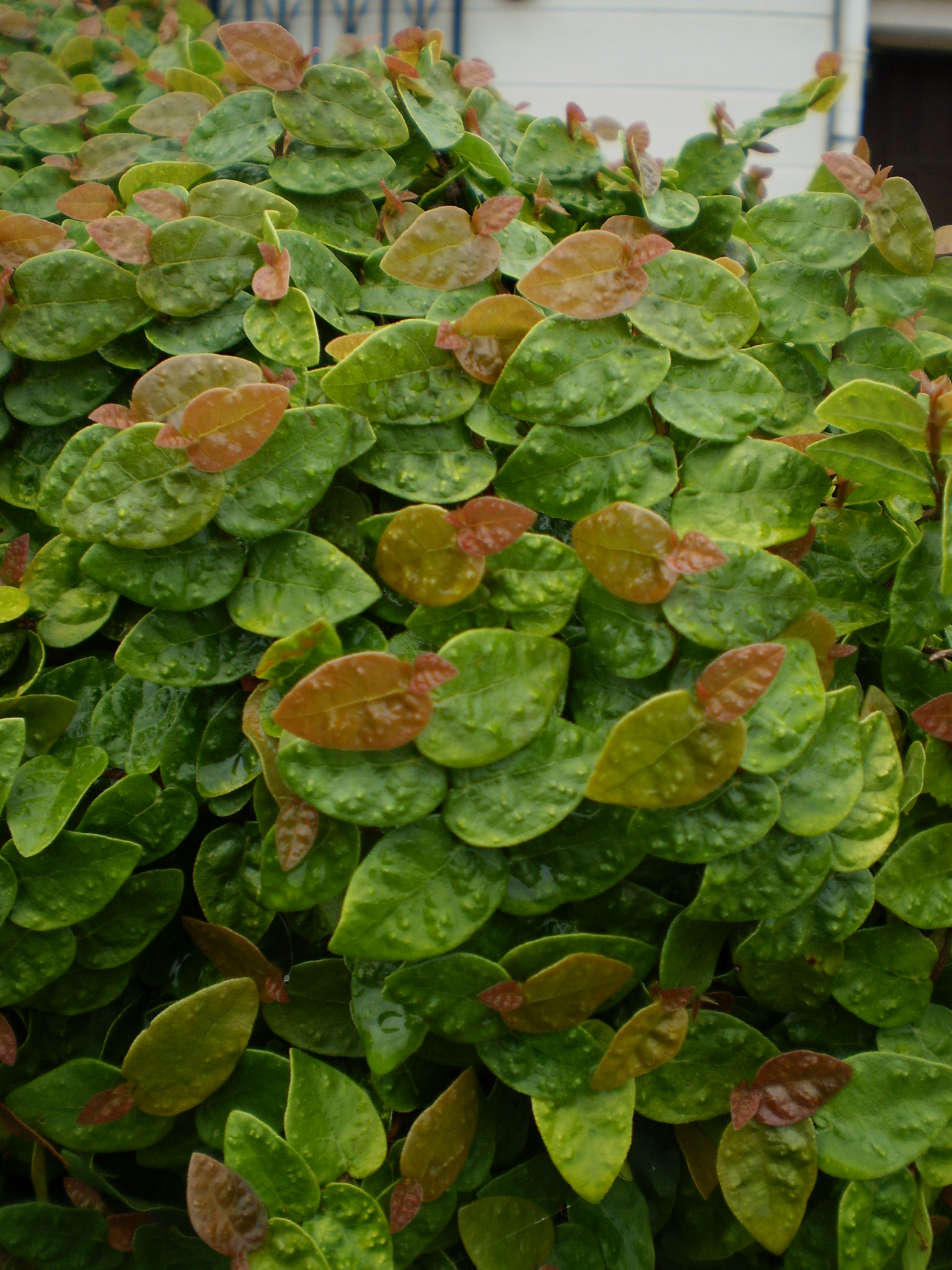
Ficus repens
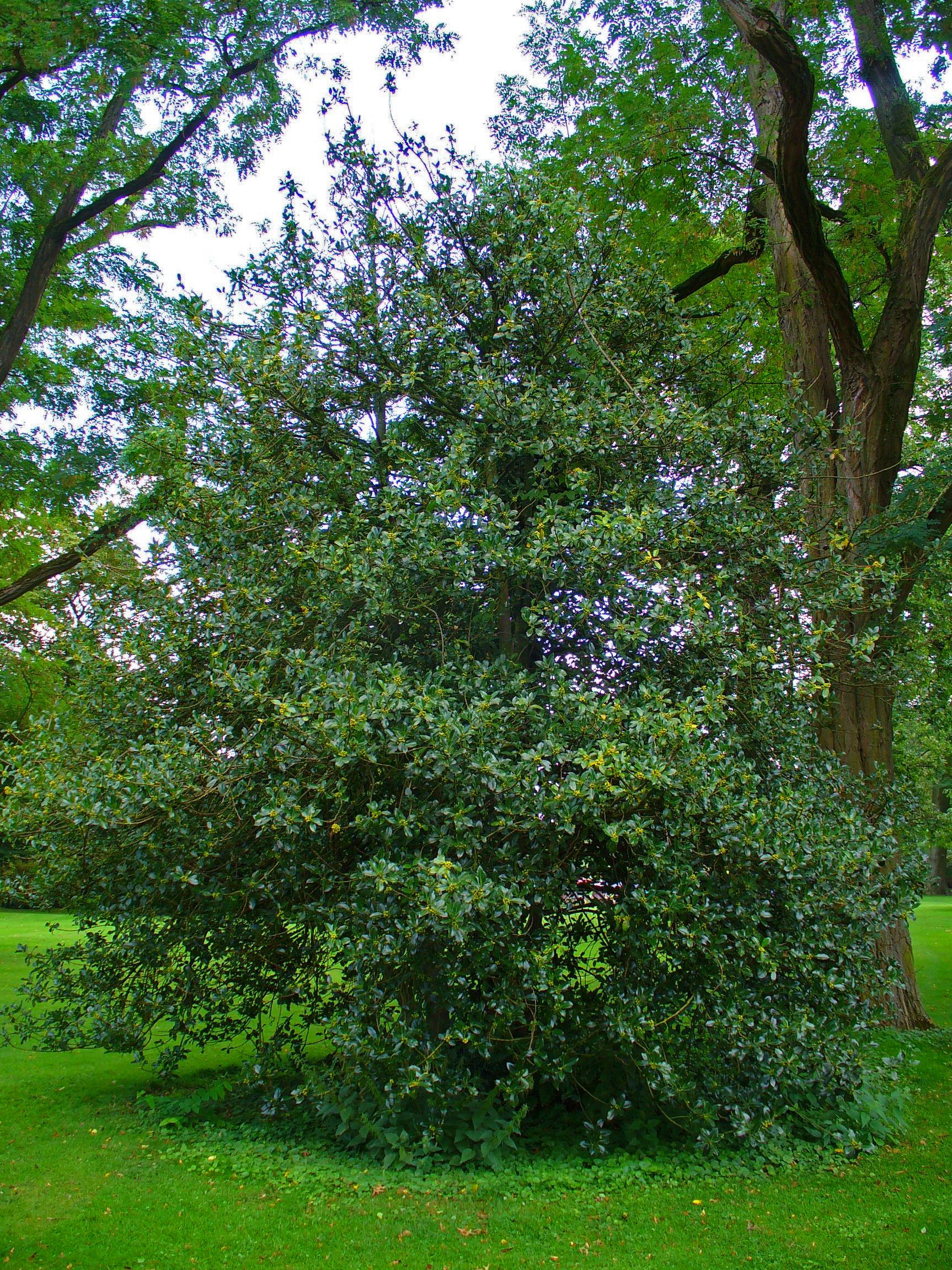
Ilex aquifolium
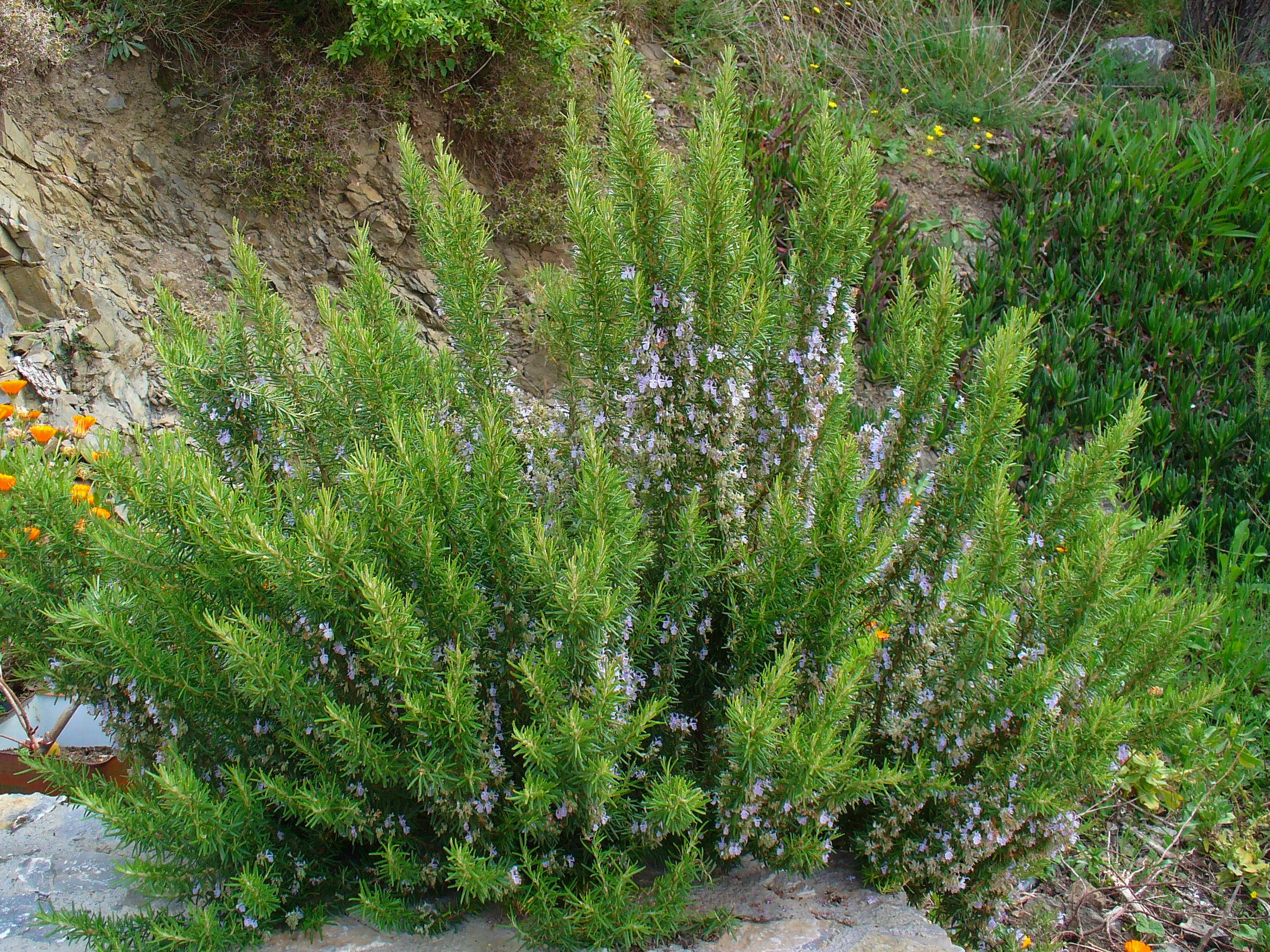
Rosmarinus officinalis
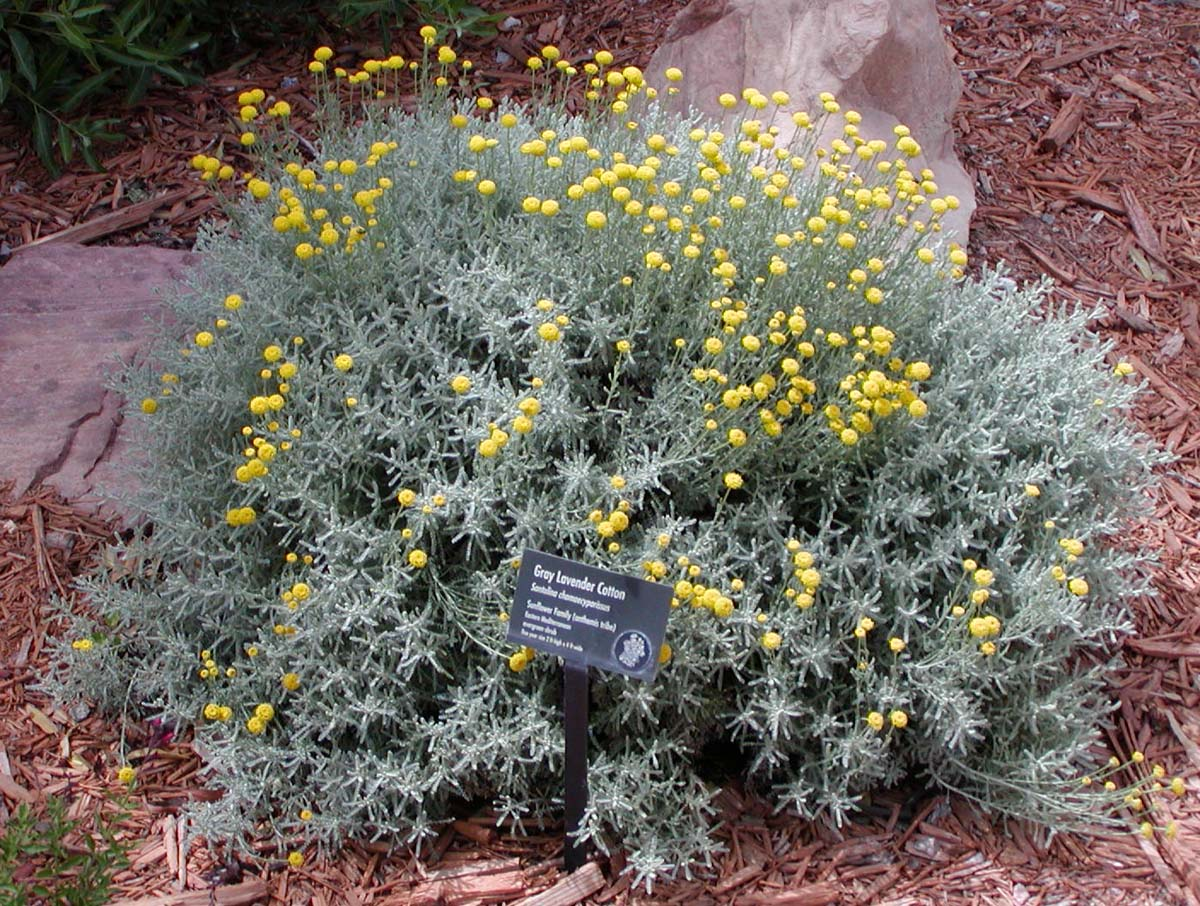
Santolina chamaecyparissus
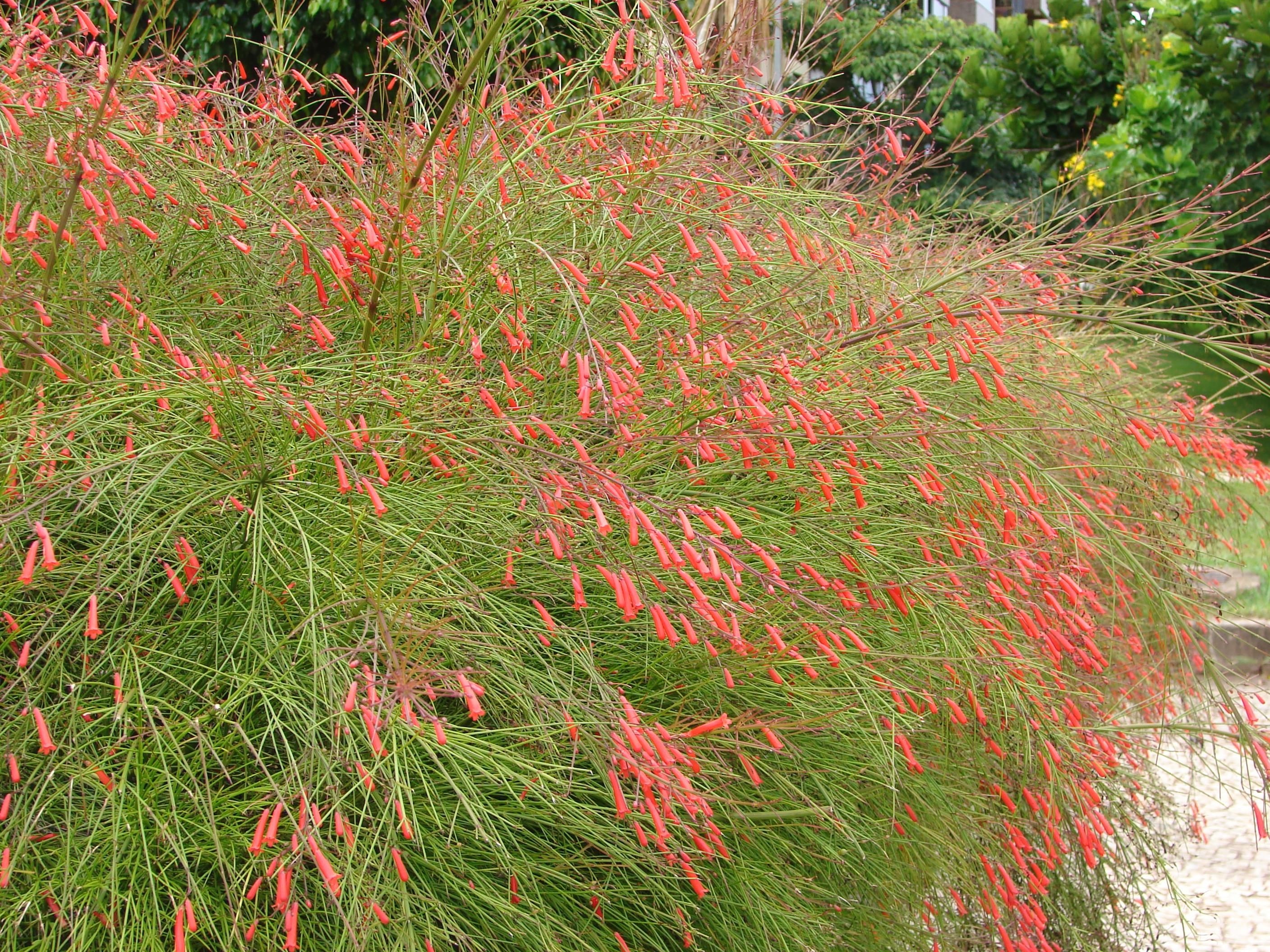
Russelia equisetiformis